# Virtua Tennis: World Tour
Virtua Tennis: World Tour est un jeu vidéo de tennis développé par Sumo Digital et édité par Sega en 2005 sur PlayStation Portable.

## Accueil
- GameSpot : 8,2/10[1]